# احمد ارهان
احمد ارهان (به ترکی استانبولی: Ahmet Erhan) (۸ فوریه ۱۹۵۸، آنکارا - ) شاعر ترک است. وی تحصیل‌کردهٔ زبان و ادبیات ترکی بود و سال‌ها به تدریس آن پرداخت. وی پس از انتشار دو کتاب در ۲۲ سالگی، برندهٔ جایزه شعر بهجت نجاتیگیل شد. وی در سال ۲۰۰۸ جایزه شعر ملیح جودت آندای را بدست آورد.

## آثار
- ترانه‌های مدیترانه [۱] - ۱۹۸۰
- سرزمین در لکه سیاهی[۲] - ۱۹۸۱
- خط افق زندگی [۳] - ۱۹۸۲
- برای آزمایندگان دزدی آتش [۴] - ۱۹۸۴
- شعرهای عشق [۵] - ۱۹۸۴
- درخت زیتون [۶] - ۱۹۸۴
- اگر بال پرنده قلم شود [۷] - ۱۹۸۴
- مشخص نمی‌شود مرگ چیست [۸] - ۱۹۸۸
- دریا، نامت را فراموش مکن [۹] - ۱۹۹۲
- دیگر شعرها [۱۰] - ۱۹۹۳
- دانشنامه نوگرایی معاصر [۱۱] - ۱۹۹۸
- مادر، شعری برایت نوشتم [۱۲] - ۱۹۹۸
- قطار سیاه آنکارا استانبول [۱۳] - ۲۰۰۱
- مادر امروز هم نمردم [۱۴] - ۲۰۰۱
- نه ماهی و نه پرنده [۱۵] - ۲۰۰۲
- اعلان یک سگ گم‌شده [۱۶] - ۲۰۰۳
- اسبی خسته در شهر [۱۷] - ۲۰۰۵
- مثل راه‌رفتن بر روی یخ [۱۸] - ۲۰۰۶
- فروشی توسط مالک [۱۹] - ۲۰۰۸